# Odznaka Honorowa „Za Zasługi dla ZMW”
Odznaka Honorowa „Za Zasługi dla ZMW” – odznaczenie ustanowione 23 października 1984 przez Prezydium Zarządu Krajowego Związku Młodzieży Wiejskiej, jako zaszczytne wyróżnienie dla członków ZMW. Odznaczenie jest nadawane do dziś.

## Opis odznaki
Odznakę stanowi krzyż równoramienny o wymiarach 33x33 mm. Na awersie krzyża znajduje się koło zębate, a na nim znaczek organizacyjny ZMW w postaci stylizowanego znicza, powyżej na zielonym tle napis: ZMW, zakończonym czerwonym płomieniem skierowanym w prawą stronę; ramiona krzyża połączone są stylizowanymi kłosami pszenicy ułożonymi w kształcie rombu. Na rewersie umieszczony jest napis: ZA / ZASŁUGI / DLA / ZMW na fakturowanym tle. 
Odznaczenie zawieszone jest na wstążce koloru zielonego szerokości 33 mm z białym paskiem pionowym o szerokości 8 mm pośrodku, a po jego obu stronach paski czerwone o szerokości 3 mm, następnie pasy zielone po6 mm szerokości, dalej paski czerwone o szerokości 1,5 mm i na brzegach wstążki zielone po 2 mm.